# Emmanuel Palomares
Emmanuel Alejandro Palomares Matos (Valera, Trujillo, 13 de julio de 1990) es un actor venezolano.

## Carrera
Comenzó su trayectoria actoral en su país natal y después se trasladó a México para continuar su carrera. Interpretó diversos personajes, empezando por Mateo en Escándalos, poco después en el programa unitario Como dice el dicho en tres episodios. Protagonizó la webnovela Corazón enamorado que aparecía en la telenovela Antes muerta que Lichita de Rosy Ocampo.
En 2016, interpretó a Lisandro en Corazón que miente. Ese mismo año, interpretó a José en Mujeres de Negro, junto a Alejandra Barros, Ximena Herrera y Mayrín Villanueva.
En 2017, personifica a Uriel Santana, el protagonista juvenil de la telenovela En tierras salvajes, compartiendo créditos con Nerea Camacho,  Claudia Álvarez, Cristián de la Fuente, Diego Olivera, Horacio Pancheri y los primeros actores Daniela Romo y César Évora. Para el tema musical de Uriel y Alejandra en la telenovela, interpreta La Señorita junto a Alex Rosguer.
En 2018, coprotagoniza la telenovela Y mañana será otro día al lado de Angélica Vale, Alejandra Barros, Diego Olivera y Florencia de Saracho.
En 2020, participó en la telenovela Vencer el miedo interpretando al antagonista Rommel Guajardo.

## Filmografía

### Televisión
| Año       | Título                        | Personaje                                                |
| --------- | ----------------------------- | -------------------------------------------------------- |
| 2011      | Corazones extremos            | Julio                                                    |
| 2012      | Nacer contigo                 | Miguel Ángel Gael Parra                                  |
| 2014-2015 | Como dice el dicho            | Ángel / Gustavo / Juan Ignacio                           |
| 2015      | La rosa de Guadalupe          | Salomón / Antonio                                        |
| 2015      | Escándalos                    | Mateo Bautista Brand                                     |
| 2015-2016 | Antes muerta que Lichita      | Francisco Javier                                         |
| 2015-2016 | Pasión y poder                | Johnny                                                   |
| 2016      | Corazón que miente            | Lisandro Moliner Bustos                                  |
| 2016      | Mujeres de negro              | José Rivera                                              |
| 2017      | En tierras salvajes           | Uriel Santana                                            |
| 2018      | Y mañana será otro día        | Rafael de la Maza Cervantes / Rafael Sarmiento Cervantes |
| 2018      | Mira quien baila              | Él mismo - Participante; 3.er lugar                      |
| 2020      | Vencer el miedo               | Rommel Guajardo                                          |
| 2020-2021 | Vencer el desamor             | Gael Falcón / Rommel Guajardo                            |
| 2021      | ¿Quién es la máscara?         | Él mismo (Jocho)                                         |
| 2022      | La herencia                   | Simón Del Monte Arango                                   |
| 2022      | Tal para cual                 | Donovan                                                  |
| 2023      | Perdona nuestros pecados      | Andrés Martínez                                          |
| 2024      | Vivir de amor                 | José Emilio Rivero Cuéllar                               |
| 2024-2025 | Las hijas de la señora García | Nicolás Portilla                                         |

### Cine
| Año  | Título               | Rol                            |
| ---- | -------------------- | ------------------------------ |
| 2022 | Camino a la libertad | Cadillo León de Febres Cordero |

### Teatro
| Año       | Título            | Rol      |
| --------- | ----------------- | -------- |
| 2017-2018 | Solo para mujeres | El mismo |